# Fuensanta
Fuensanta est une commune d'Espagne de la province d'Albacete dans la communauté autonome de Castille-La Manche.

## Histoire
Le nom de la commune est venue d'une Sainte Fontaine (Fuente Santa o Fuensanta).
Après une présumée apparition de la Vierge en 1482, qui a donné naissance à une fontaine, est fondée sur ce point une petite chapelle qui appartenait à la ville de La Roda. En 1561 l'Ordre Trinitaire obteindra l'achete de la chapelle pour construire un monastère à côté d'elle, après un long conflit avec la paroisse de La Roda. Peu de temps après, les gens ont commencé à venir autour recevoir le bain sacré dans la fontaine, créant autour d'elle un petit village qui donnerait lieu à la population. En 1579, comptait 20 voisins. En 1671, la population avait déjà 40 voisins, qui gèrent la ségrégation de La Roda et de la constitution en villa indépendante après le paiement de 337 500 maravédis au Roi. La Roda a déposé une plainte contre cette décision, qui a pris fin avec la confirmation de la ségrégation de la ville en 1672.
Avec la confiscation des biens de l'Église, dans le début du XIXe siècle, le monastère de la Trinité est abandonné, finalement va être propriété de la Mairie, tandis que son temple deviendra paroisse locale, en remplacement de l'ancien.

## Administration
| Période                                  | Période | Identité | Étiquette | Qualité |
| ---------------------------------------- | ------- | -------- | --------- | ------- |
|                                          |         |          |           |         |
| Les données manquantes sont à compléter. |         |          |           |         |